# Rorschach
Rorschach − miasto i gmina we wschodniej Szwajcarii, w kantonie St. Gallen, w okręgu Rorschach. Leży nad Jeziorem Bodeńskim. W mieście rozwinął się przemysł hutniczy oraz spożywczy.

## Demografia
W Rorschach mieszka 9 545 osób. W 2021 roku 49,8% populacji gminy stanowiły osoby urodzone poza Szwajcarią. 

## Współpraca
Miejscowość partnerska:
- Sopron, Węgry

## Transport
Przez teren miasta przebiegają drogi główne nr 7 i nr 13.